# Everardo González (militar)
El general Everardo González Vergara (Juchitepec, estado de México, ¿? - Ciudad de México, 21 de mayo de 1922) fue un militar mexicano que participó en la Revolución mexicana.

## Maderismo
Nació en el pueblo de Juchitepec, en el Estado de México. De origen campesino, no tuvo estudios; se dedicó a la arriería y a los trabajos del campo desde su juventud. Militó en las filas del antireeleccionismo y en 1911, se pronunció a favor del Plan de San Luis, lanzándose a la lucha desde abril de 1911 secundando el movimiento armado dirigido por Francisco I. Madero. Igual de importante fue su hermano, el general Don Bardomiano González, que murió a causa de un tiro en la columna vertebral durante un enfrentamiento con carrancistas.

## Zapatismo
El general Everardo González por mandato de Emiliano Zapata cubrió la zona con su tropa Los Reyes, Chalco, Amecameca y Tepetlixpa en la zona conocida para los zapatistas como la de Los Volcanes, teniendo a su cargo la misión de no dejar pasar por medio de sus operaciones a fuerzas federales huertistas o también carrancistas puesto que Carranza estaba en contra de los postulados del Plan de Ayala, y que éstos penetraran hacia el sur, además, protegía la zona del ferrocarril interoceánico.

## Ejército Nacional
Al consumarse la Unificación Nacional Revolucionaria en 1920 y la firma de estos tratados, Everardo González, al frente de sus fuerzas, se reconcentró en la Ciudad de México con otros generales zapatistas, lugar y momento en que se le reconocieron su grado militar así como demás jerarquías después de nueve años de lucha en el sur. El general Everardo González murió envenenado por enemigos militares el 21 de mayo de 1922.
Fue envenenado por órdenes superiores, le organizaron una recepción en Amecameca Estado de México, él iba con su tropa en el tren y llevaba hacia el pueblo de Juchitepec, los leones que ahora adornan la plaza central de Amecameca, pero los leones no llegaron a su destino, ya que murió envenenado en dicha recepción.